# Спек, Оскар
Оскар Спек (нем. Oskar Speck, полное имя Oskar Walter Speck; 1907, Альтона, Пруссия — 1995, Новый Южный Уэльс) — немец, совершивший плавание на каяке из Германии в Австралию.

## Биография
Родился в 1907 году в Германской империи в провинции Шлезвиг-Гольштейн.
В 1921 году бросил школу в поисках работы, однако не смог найти себе применение в родном городе после проигранной Германией Первой мировой войны. Некоторое время работал электриком в Гамбурге. Ощущая нехватку денег и узнав о том, что на кипрских шахтах нужны шахтёры, Оскар решил заняться каякингом, чтобы добраться на Кипр по воде.

### Путешествие

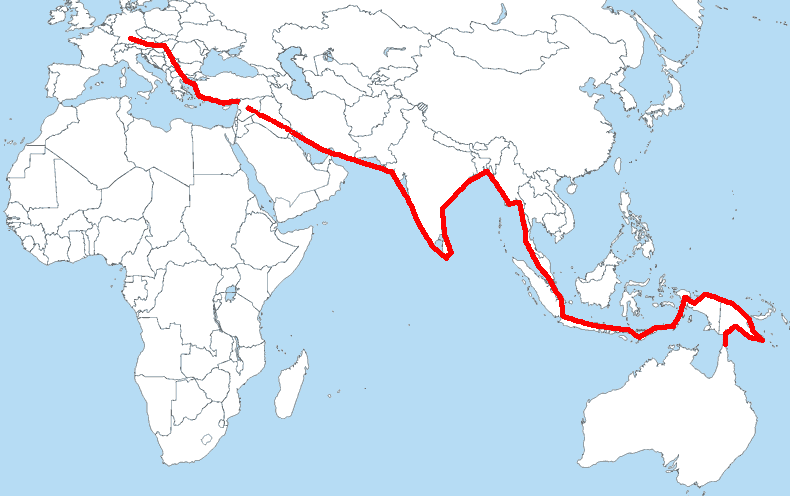
Маршрут Оскара Спека

Своё путешествие начал в мае 1932 года из Ульма. По Дунаю покинул Германию, через Румынию и Болгарию вышел в Эгейское море. Чтобы противостоять волнам и увеличить скорость, добавил к своему каяку брызговики и паруса, что существенно облегчило ему плавание по Средиземному морю вдоль берегов Турции, прежде чем достичь Кипра.
Прибыв на остров, он не задержался на Кипре и решил продолжить своё путешествие в Австралию. По Евфрату через Сирию и Ирак на байдарке добрался до Персидского залива. По заливу плыл вдоль побережья Ирана, где он задержался в ожидании нового каяка и заболел малярией, которая преследовала его до конца путешествия. Оскар возобновил своё путешествие в сентябре 1934 года, продолжив свой путь по Аравийскому морю. Через несколько месяцев он прибыл на побережье Пакистана, останавливался в различных портах, чтобы получить еду, воду и кров. Рассказывая о своём путешествии, приобрёл известность, что в дальнейшем позволило Оскару профинансировать оставшуюся часть своей поездки. В этот период становилась на ноги нацистская Германия, в результате чего появились слухи о том, что Оскар Спек — немецкий шпион, и в некоторых портах он был арестован, но отпущен. Когда немец добрался до Шри-Ланки, то провёл там три месяца, чтобы переждать сезон дождей.
Когда дожди прошли, Оскар добрался до индийского города Мадрас, где купил новый каяк. Продолжая плавание вдоль побережья Индии, в январе 1936 года достиг Калькутты. Затем вдоль бирманского побережья добрался до Сингапура и направился в Джакарту. Сильно истощившись, снова заболел малярией, в результате чего вновь прервал путешествие. Затем, достигнув Индонезии, был схвачен местными жителями, избит, но смог бежать на своём каяке — об этом он рассказал журналу Australasian Post Magazine.
Продолжив плавание, Оскар Спек через север Новой Гвинеи в августе 1939 года достиг столицы этой страны — Порт-Морсби. В сентябре продолжил свой путь к острову Саибаи на крайнем севере Австралии, где он ступил на землю страны, куда держал путь. Сложное и длинное путешествие заняло у него семь лет и четыре месяца. По прибытии в Австралию Оскара приветствовала группа местных жителей, однако он был арестован местными полицейскими и отправлен в лагерь для военнопленных, так как имел немецкое происхождение, а в мире началась Вторая мировая война.

### В Австралии
Сначала Оскар Спек был отправлен в лагерь для военнопленных на острове Терсди, где находился в течение месяца. Затем его перевели в Брисбен, а позже — в лагерь для интернированных в штате Виктория. Совершив побег из лагеря, был пойман и отправлен в Южную Австралию, где оставался в заключении до конца Второй мировой войны. Оскар был освобождён в январе 1946 года, нашёл работу на шахте по добыче опала в Лайтнинг-Ридж, штат Новый Южный Уэльс. Затем он получил гражданство и остался жить в Австралии, основав бизнес по огранке и торговле опалом.
В 1970-х годах Оскар построил дом на Центральном побережье и вышел на пенсию. Проживая в Австралии, посетил Германию и вернулся обратно в Австралию. В течение тридцати лет он поддерживал отношения с Нэнси Стил из Сиднея, которая переехала к нему в 1993 году. В 1995 году Оскар Спек умер.

## Память
Вскоре после прибытия в Австралию Оскар Спек планировал опубликовать свои фотографии и написать о своём путешествии, однако так и не сделал этого. Большинство фотографий, писем и журналов Оскара находятся в Австралийском национальном морском музее, а также доступны на веб-сайте музея. Одно из двухсторонних вёсел каяка Оскара из его путешествия было подарено Карлу Туви в качестве трофея за 100-мильный поход Cruising Canoe Club’s Nepean Marathon по реке Хоксбери в 1952 году. Со временем Карл и Оскар подружились и начали вместе плавать на каноэ по эстуарию Питтуотера и сиднейской бухте Порт-Джэксон.